# Нотте, Лоик
Лоик Нотте (фр. Loïc Nottet; род. 10 апреля 1996 года, Курсель, Бельгия) — бельгийский певец, занявший второе место в третьем сезоне телевизионного проекта «Голос-Бельгия» в 2014 году, представитель Бельгии на конкурсе песни Евровидение 2015, который проходил в Вене, Австрия, где занял 4 место, и победитель 6-го сезона телевизионного шоу «Danse avec les stars» на французском телеканале TF1.
В 2017 году Лоик Нотте выпустил дебютный альбом «Selfocracy» и объявил о проведении концертного тура «Selfocracy Tour». 4 декабря 2017 года состоялся первый концерт Лоика Нотте в России.

## Биография
Лоик родился в Бельгии, в больнице в Шарлеруа, в семье Изабеллы и Паскаля Нотте. Лоик — единственный ребёнок в семье. Отец Лоика хотел, чтобы сын был футболистом, однако мальчику больше всего нравилось петь и танцевать. В 10 лет он начал заниматься танцами.

### 2013-14:Голос-Бельгия
Лоик Нотте прошёл слепые прослушивания в телепроекте «Голос-Бельгия» и занял второе место в финале третьего сезона, уступив лишь финалисту Лорену Панья (Laurent Pagna). Он был в команде Beverly Jo Scott.

#### Список песен, исполненных на проекте «The Voice Belgique»
| Сцена                | Дата           | Песня                           | Оригинальный исполнитель | Примечания                                     |
| -------------------- | -------------- | ------------------------------- | ------------------------ | ---------------------------------------------- |
| Слепые прослушивания | 28 января 2014 | «Diamonds»                      | Рианна                   |                                                |
| Битва                | 18 марта 2014  | «Counting Stars»                | OneRepublic              | Выиграл битву против Renata Skunczyk           |
| Live                 | 8 апреля 2014  | «We Remain»                     | Кристина Агилера         |                                                |
| Live                 | 15 апреля 2014 | «I've Been Loving You Too Long» | Otis Redding             |                                                |
| Live                 | 22 апреля 2014 | «Love Me Again»                 | Джон Ньюмен              |                                                |
| Live                 | 29 апреля 2014 | «Strong»                        | London Grammar           |                                                |
| Live                 | 5 мая 2014     | «Happy»                         | Фаррелл Уильямс          | С Julie Carpino, Laurent Pagna and Boris Motte |
| Live                 | 5 мая 2014     | «One»                           | U2                       | Дуэт с Beverly Jo Scott                        |
| Live                 | 5 мая 2014     | «Ta fête»                       | Stromae                  | С Julie Carpino, Laurent Pagna and Boris Motte |
| Live                 | 5 мая 2014     | «Paradise»                      | Noa Moon                 | С Julie Carpino and Noa Moon                   |
| Live                 | 5 мая 2014     | «Applause»                      | Lady Gaga                |                                                |
| Live                 | 5 мая 2014     | «Diamonds»                      | Рианна                   | Второе место                                   |

### 2014—2015: Конкурс песни Евровидение 2015
3 ноября 2014 года бельгийская франкоязычная государственная радиовещательная компания Radio Télévision Belge Francophone (RTBF) сообщила, что Нотте будет представлять Бельгию на Конкурсе песни Евровидение 2015, который пройдёт в Вене, Австрия. 10 марта 2015 года была представлена и конкурсная песня «Rhythm Inside». Исполнив композицию в первом полуфинале, музыкант прошёл в финал конкурса. По итогам голосования в финале он получил 217 баллов, таким образом заняв с песней «Rhythm Inside» четвёртое место.
В России его песня стала очень популярной и получила хэштэг #рапапап, который долго фигурировал в социальных сетях.
В октябре 2015 года Лоик Нотте принял участие во французской телепередаче «Танцы со звездами», где его напарницей была Денитса Икономова. На протяжении нескольких месяцев пара занимала лидирующие строки в шоу, а в канун Рождества Лоик и Денитса заняли первое место в шоу и получили долгожданную статуэтку.

### 2016 — настоящее время: Дебютный альбом Selfocracy и концертный тур
Осенью 2016 года Лоик Нотте выпустил первый сингл с будущего альбома: песню «Million Eyes», а также видеоклип, который уже посмотрели более 35 млн раз на YouTube. В клипе Нотте танцует сам.
31 марта 2017 года вышел его дебютный альбом «Selfocracy». 22 и 23 апреля 2017 года в культовом концертном зале L’Ancienne Belgique (Брюссель, Бельгия) состоялись первые сольные концерты, билеты на которые были раскуплены в течение нескольких минут после начала продаж. В апреле и мае 2017 года Лоик Нотте в рамках своего первого турне выступил с сольными концертами в Лондоне, Люксембурге, Париже, Женеве, Амстердаме, Кёльне и Берлине.
Летом 2017 года вышел второй сингл с дебютного альбома, песня «Mud Blood». В поддержку сингла вышел видеоклип, в котором Лоик танцует в двух образах, демонстрируя внутреннюю борьбу темной и светлой стороны человека.
Осенью и зимой 2017 года планировалось продолжение Selfocracy Tour, в рамках которого Нотте дал концерты в Бельгии (Брюссель, Forest National), во Франции (Париж, L’Olympia, а также ряде других городов), в Люксембурге (RockHall) и в России. 4 декабря 2017 года состоялся первый концерт Лоика Нотте в России: Москва, клуб ГлавClub Green Concert (Yotaspace)

## Личная жизнь
В возрасте 17 лет у Лоика была подруга, но в скором времени они расстались. В 2017 году в одном интервью Лоик Нотте сообщил, что на данный момент он не состоит в отношениях, так как сейчас его внимание сконцентрировано на музыке.

## Дискография

### Альбомы
- «Selfocracy» (2017)
- «Sillygomania» (2020)
- «Addictocrate» (2023)

### Синглы
| Год  | Название        | Пиковая позиция | Пиковая позиция | Пиковая позиция | Пиковая позиция | Пиковая позиция | Пиковая позиция | Пиковая позиция | Пиковая позиция | Пиковая позиция | Пиковая позиция | Альбом       |
| Год  | Название        | BEL (FL)        | BEL (WA)        | AUT             | FRA             | GER             | IRE             | NLD             | SWE             | SWI             | UK              | Альбом       |
| ---- | --------------- | --------------- | --------------- | --------------- | --------------- | --------------- | --------------- | --------------- | --------------- | --------------- | --------------- | ------------ |
| 2015 | «Rhythm Inside» | 1               | 1               | 2               | 85              | 21              | 83              | 26              | 25              | 34              | 69              | н/д          |
| 2016 | «Million eyes»  | 13              | 25              | —               | 5               | —               | —               | —               | —               | 43              | —               | Selfocracy   |
| 2017 | «Mud Blood»     | 1               | 17              | —               | —               | —               | —               | —               | —               | —               | —               | Selfocracy   |
| 2017 | «Doctor»        | —               | 12              | —               | —               | —               | —               | —               | —               | —               | —               | н/д          |
| 2017 | «Go To Sleep»   | —               | 13              | —               | —               | —               | —               | —               | —               | —               | —               | н/д          |
| 2018 | «On Fire»       | 8               | 10              | —               | —               | —               | —               | —               | —               | —               | —               | Sillygomania |
| 2019 | «29»            | 35              | 42              | —               | —               | —               | —               | —               | —               | —               | —               | Sillygomania |
| 2019 | «Candy»         | —               | 9               | —               | —               | —               | —               | —               | —               | —               | —               | Sillygomania |
| 2020 | «Heartbreaker»  | 14              | 5               | —               | —               | —               | —               | —               | —               | —               | —               | Sillygomania |
| 2020 | Mr/Mme          | —               | 7               | —               | —               | —               | —               | —               | —               | —               | —               | Sillygomania |